# Alaminos (Laguna)
Alaminos é um município de  terceira classe de renda municipal (d) na província Laguna, nas Filipinas. De acordo com o censo de 1 de maio  de  2020 possui uma população de 51 619 pessoas e 13 249 domicílios.